# 둘카디르 왕조
둘카디르 왕조 (근대 터키어: Dulkadiroğulları Beyliği )는 동부 아나톨리아의 엘비스탄, 카흐라만마라시, 말라티아 지역을 통치하던 투르크계 왕조이다. 이 왕조를 두고 오스만 제국과 시리아의 맘루크 왕조가 서로 다투었다.
보조크 투르크멘족의 족장인 카라카가 이 왕조를 세웠다. 그는 1337년 맘루크 왕조의 술탄으로부터 '나이브'(nā⁽ib)로 인정받았으나 뒤에 아들들과 함께 이 술탄에 대항해 반란을 일으켰다가 패해 전사했다. 1399년 오스만 제국의 술탄 바예지드 1세는 맘루크의 영향력에 도전하며 둘카디르 메흐메드를 이 지역의 통치자로 앉혔다. 둘카디르 메흐메드는 양국과 평화적인 관계를 유지하려고 노력했다. 1450년 이후 오스만 제국과 맘루크 간의 대립이 심화하여 왕가의 내분이 일어났고 둘카디르 왕조 지도층이 자주 바뀌었다. 1522년 둘카디르 왕조의 마지막 왕자인 둘카디르 알리가 대 와지르에 의해 폐위되자 이 왕국은 오스만 제국에 병합되어 멸망하였다.